# Marknadsföringskoncepten
Marknadsföringskoncepten eller marknadsföringsfilosofier är ett antal föreställningar eller filosofier kring hur en organisation eller ett företag bäst når kunder, för att bygga lönsamma relationer med den utvalda målmarknaden. Det finns fem olika marknadsföringskoncept: produktionskonceptet, produktkonceptet, försäljningskonceptet, marknadsföringskonceptet samt det samhällsorienterade marknadsföringskonceptet.
Efter att ett företag valt vilka segment de ska vända sig till och valt ett sätt att positionera sig använder sig företaget av de fem marknadsföringskoncepten för att nå maximalt konsumentvärde och möta konsumenternas behov och krav. Produktions-, produkt- och försäljningskonceptet fokuserar huvudsakligen på hur kunderna upplever värdet, till exempel lönsamhet vid införskaffandet av produkter. Marknadsföringskonceptet och det samhällsorienterade marknadsföringskonceptet fokuserar mer på konsumenternas belåtenhet utifrån behov, intressen och krav. Till exempel begäran av rättvisemärkning eller en annan specifik efterfrågan.

## Historisk utveckling
Marknadsföringskonceptens evolutionära utveckling går att förklara i fem olika steg; produktionskonceptet, produktkonceptet, försäljningskonceptet, marknadsföringskonceptet samt det samhällsorienterade marknadsföringskonceptet.
De två första stegen, produktionskonceptet och produktkonceptet med främst fokus på produktvärde och produktion, var dominerande bland företag fram tills 1930-talet. Efter detta blev det tredje steget styrande, försäljningskonceptet. Under försäljningskonceptets era dominerade en aggressiv försäljning, bestående av gimmickar och andra marknadsföringsstrategier för att övertala.
Det var senare under 1950-talet som det fjärde steget, marknadsföringskonceptet, växte fram. Företagen kom då till insikt om att en aggressiv försäljning inte alltid gav upphov till försäljning av en produkt. Marknadsföringskonceptets tonvikt handlar om att fokusera på konsumenternas önskemål och behov. Till sist under 1960-talet introducerades det samhällsorienterade marknadsföringskonceptet som betonar ett ökande ansvar för samhället och miljön, vilket är ett kvalitetskrav som alltfler konsumenter kommit att efterfråga.
Utvecklingen började med att företagen ensidigt fokuserade på den specifika produkten för att generera försäljning och vinst. Med en sådan orientering var fokus på kundrelationerna låga. Senare kom företagen att fokusera på samhället och individens perspektiv och behov, för att bygga långsiktiga kundrelationer och ett hållbart samhälle.

## Produktionskonceptet
Produktionskonceptet uppstår när företag anser att konsumenter gynnas av lättillgängliga och prisvärda produkter. Därmed måste företaget fokusera på att effektivisera samt förbättra produktionen och distributionen. Detta menas med att tillfredsställa kundönskemål inte är en del av produktionskonceptets primära mål.
Det är vanligt att företag använder sig av massproduktion för att få ut tillräckligt mycket produkter på marknaden till ett lägre pris och fokuserar därmed inte på att uppnå högsta kvalité för produkten. För att åstadkomma detta koncept bör företag lägga stor kraft på att rationalisera sitt arbete och ständigt utveckla sin produktion. För att nå ut till ett bredare segment så jobbar organisationen oftast med flera distributionskanaler, det vill säga samarbetar med flera grossister och återförsäljare.
Företaget får via detta arbetssätt en bredare målmarknad att rikta in sig på. En för stor målmarknad kan dock komma att bli problematiskt att hantera om företag fokuserar alltför mycket på sin egen produktion och blir alldeles för närsynta. Företaget riskerar därmed att tappa insikt i att uppfylla kundens behov och skapa bra kundrelationer, vilket kan benämnas som marknadsföringsmyopi. En annan risk med detta arbetssätt är att det lättare kan uppstå etiska konflikter om företaget väljer att bedriva produktionen i låglöneländer för att få ner produktionskostnaderna. 

## Produktkonceptet
Produktorientering sker när företaget anser att produkterna de säljer ska hålla hög prestanda och ha en hög kvalité för att på så sätt få nöjdare kunder. Företagen lägger då stor vikt på att utveckla produkterna för att kunden ska få den bästa produkten. Detta innebär att kunden kommer gynnas av att produkterna är kvalitativa och hållbara, med andra ord ska produkten fungera väldigt bra under en längre tid.
Organisationen som använder denna orientering anser att produkter som håller högre kvalité och prestanda än sina konkurrenter produkter kommer att resultera i att konsumenterna väljer deras produkter före konkurrenternas, och företaget strävar därmed efter att skapa maximalt antal nöjda kunder.
Produktorientering innebär höga produktionskostnader för företagen vilket leder till dyra inköpskostnader för konsumenten. Därmed ligger en konkurrens med företag som istället följer en produktionsorientering då kvalitén inte alltid speglar efterfrågan på produkten och kunderna väljer det billigare alternativet. Prisfrågan påverkar därmed hur stor målgrupp företaget kan nå. Ju högre pris desto färre segment.

## Försäljningskonceptet
Försäljningskonceptet sker när företag anser att konsumenterna inte köper tillräckligt mycket av organisationens produkter, om inte företaget tillför en massiv insats för att påverka och stimulera konsumentens intresse för produkten. Detta betyder att företaget måste stimulera konsumenterna tillräckligt mycket så att de bestämmer sig för att köpa varan.
Ofta används försäljningsorientering för osökta varor, sådant som en konsument inte söker efter eller efterfrågar, exempelvis blodgivning och försäkringar. Företaget använder sig av "Inside-out perspektivet" där företaget utgår ifrån sina befintliga produkter och tar därefter ställning till hur man ska locka konsumenterna till att köpa varan. Det vill säga, att sälja det som företaget producerar istället för vad marknaden efterfrågar.
En stor del av företagen använder sig av denna försäljningsorientering och för att skapa stimulans hos konsumenterna använder man sig av reklam av olika slag. Här försöker företag använda sig av olika påverkningsstrategier för att påverka och locka kunder till att köpa varan. Sådana strategier är annonsering, direktförsäljning och säljstöd. Reklamen leder till en ökad kännedom om företaget och skapar en bredare målgrupp som möjliggör en ökad försäljning. Denna metod kan dock leda till höga kostnader för företaget som ständigt måste marknadsföra sina produkter för att locka kunderna. En annan risk med denna metod är höga förväntningar från konsumenterna som uppstår när företaget marknadsför sina produkter. Dessa förväntningar kan vara svåra för företagen att leva upp till vilket ökar risken för missnöjda kunder. Genom denna orientering fokuserar företagen främst på att sälja varan, snarare än att bygga långvariga kundrelationer.

## Marknadsföringskonceptet
Marknadsföringskonceptet är när konsumenterna är i fokus och produkterna som företaget ska sälja är efterfrågade av konsumenterna. Detta innebär att det är av yttersta vikt för företaget att veta vilken deras specifika målgrupp är samt vilka behov målgruppen har. Till skillnad mot försäljningsorientering, där företaget utgår från sina befintliga varor och lägger stora resurser på att marknadsföra dessa produkter, skapar marknadsföringsorientering möjligheter till längre kundrelationer eftersom produkterna är framtagna efter kundernas behov. Detta resulterar i en ökad kundnöjdhet och kan skapa lönsamma kundrelationer.
För att denna orientering ska vara möjligt att genomföra krävs det att företaget gör undersökningar om sin målgrupp för att veta vilka behov målgruppen har utöver de mest uppenbara. Företagen behöver också samla in nya produktidéer för att kunna leverera en produkt som överensstämmer med kundernas behov och förhoppningar. Det problematiska med denna typ av orientering är att kunderna ofta inte vet vilka produkter de har ett behov av. Detta gör det svårt för företaget att ligga ett steg före, därför är det väldigt viktigt och centralt att målgruppen är specifik och välstuderad.

## Det samhällsorienterade marknadsföringskonceptet
Det samhällsorienterade marknadsföringskonceptet är en marknadsföringskoncept som innebär att företaget bedriver en hållbar produktion som tar ansvar för samhällets välfärd och miljö, samtidigt som det inte ska innebära en negativ påverkan på kundernas belåtenhet eller företagets vinst. Idén är snarlik marknadsföringsorienteringen, men fokuserar både på konsumenternas och samhällets välbefinnande. Idén kritiserar marknadsföringsorienteringen som kan anses överse med konflikten som kan skapas mellan att tillgodose kundens kortsiktiga önskemål och att tillgodose samhällets långsiktiga behov. De tre faktorer som bör vara i balans enligt samhällelig marknadsföringsorientering är företagets vinst, kundernas begär och samhällets behov.
Orienteringen introducerades 1972 i artikeln "What Consumerism Means for Marketers" av den amerikanska ekonomen Philip Kotler och publicerades av Harvard Business Review Journal. Grundtanken existerade sedan innan, men Kotlers syfte var att införliva begreppet i marknadsföringslitteraturen.
Den samhälleliga marknadsföringskonceptet uppstod till följd av ett antal företagsrelaterade miljöolyckor och en ökad medieuppståndelse kring företags miljöpåverkan. Miljörörelsen och samhället i allmänhet har visat en ökad oro och det finns mycket för företagen att förlora om de bedriver en ohållbar produktion. Efterfrågan bland konsumenterna om ett ansvarsfullt konsumerande ökar och för företagen påyrkas det; att möta konsumenternas behov, för att inte påverka omsättningen negativt.
Kritik till orienteringen är att idén anses vara kontraproduktiv och grundtanken beskrivs som en indirekt uppmuntran till att företag ska agera i allmänhetens intressen för att undvika publik kritik.